# Yvonne Claudie
Yvonne Claudie, de son vrai nom Yvonne Marie Augustine Stocanne, née le 21 mars 1891 à Reims et morte le 5 juin 1974 dans le 19e arrondissement de Paris, est une actrice française.
Elle est la voix française de Magda Schneider, dans le cycle de films consacrés à Sissi.

## Filmographie
- 1932 : L'Amour et la Veine de Monty Banks
- 1933 : Cent Mille Francs pour un baiser d'Hubert Bourlon et Georges Delance
- 1933 : Mission secrète de Jean-Louis Bouquet (court métrage)
- 1934 : Ferdinand le noceur de René Sti
- 1935 : Monsieur Prosper de Robert Péguy (court métrage)
- 1937 : Les Réprouvés de Jacques Séverac
- 1942 : Fou d'amour de Paul Mesnier
- 1945 : Master Love de Robert Péguy
- 1946 : Mensonges de Jean Stelli
- 1946 : La Colère des dieux de Carl Lamac
- 1946 : Hercule au baptême de Louis Derosière et Jean Weiss (court métrage)
- 1947 : Monsieur Vincent de Maurice Cloche
- 1947 : Quai des Orfèvres d'Henri-Georges Clouzot
- 1949 : Ronde de nuit de François Campaux
- 1950 : Bluette en forme de ballet de René Guy Grand (court métrage)
- 1950 : Le Château de verre de René Clément
- 1950 : Clara de Montargis d'Henri Decoin
- 1950 : Passion de Georges Lampin
- 1951 : Le Chéri de sa concierge de René Jayet
- 1951 : Trois Vieilles Filles en folie d'Émile Couzinet[3]
- 1951 : La Vérité sur Bébé Donge d'Henri Decoin : la bridgeuse
- 1953 : L'Étrange Désir de monsieur Bard de Géza von Radványi : Caroline
- 1953 : Le Guérisseur d'Yves Ciampi
- 1953 : La rafle est pour ce soir de Maurice Dekobra : non crédité
- 1953 : La Rage au corps de Ralph Habib
- 1953 : La Belle de Cadix de Raymond Bernard
- 1954 : Les Intrigantes d'Henri Decoin
- 1955 : Gervaise de René Clément : Mme Putois
- 1956 : Mon oncle de Jacques Tati (version anglaise My Uncle)
- 1956 : Les Promesses dangereuses de Jean Gourguet
- 1956 : La Traversée de Paris de Claude Autant-Lara : la vieille prostituée
- 1957 : En votre âme et conscience : L'Affaire Lacenaire de Jean Prat
- 1958 : Prisons de femmes de Maurice Cloche
- 1958 :  Une belle peur de Georges Rouquier (court métrage)
- 1959 :  Les Quatre Cents Coups de François Truffaut : Mme Bigey
- 1960 : Le Pavé de Paris d'Henri Decoin : la logeuse